# ケプラー62c
ケプラー62cは太陽からこと座の方向に1200光年離れているK型主系列星、ケプラー62を公転している5つの太陽系外惑星のうち内側から2番目の惑星である。大きさは火星に類似している。この惑星は恒星の前を惑星が通過することによるわずかな恒星の光度の変化から惑星の存在を間接的に発見するトランジット法により発見された。発見当時はケプラー37bに次いで2番目に小さい系外惑星であった。軌道が恒星に近いため、有効温度は578 Kである。

## 発見
2009年、NASAのケプラー宇宙望遠鏡は恒星面のトランジットを検出する光度計の運用を終了した。最終調査においてはKepler Input Catalog(KIC)に登録された50000もの恒星が観測され、その中にはケプラー62も入っていた。系外惑星の候補がある恒星の観測は2009年5月13日から2012年3月17日まで行われた。ケプラー62系の惑星のトランジットの観測が終了した後、現在のケプラー62cによるトランジットは12.5日ごとに起こっていることが発覚し、最終的に系外惑星であると結論づけられた。ケプラー69の惑星とともに2013年4月18日にその発見が公表された。

## 特徴

### 質量・半径・温度
ケプラー62cは地球の0.54倍の半径を持つ系外惑星であり、地球よりも小さいため、sub-Earth(英語版)に分類される。有効温度は578 K(305 ℃)ある。推定の半径は0.54 R⊕であり、だいたい火星と同じくらいであり、発見当時は月と同じぐらいの大きさのケプラー37bに次いで小さかったが、現在は0.0101 R⊕のSDSS J1228+1040 bという系外惑星が発見されている。現在のところ、質量はまだ不明で質量の上限は4 M⊕で真の質量はこれよりも小さいとされており、0.1 M⊕程度であると考えられている。

### 恒星
この惑星はK型主系列星の恒星ケプラー62の周囲を公転しており、この恒星には合計5つの系外惑星が公転している。恒星の質量は0.69 M☉、半径は0.64 R☉であり、スペクトル分類がKであることからも分かる通り太陽よりも小型の恒星である。また、表面温度も太陽よりも低く、4925 Kであり(太陽は5778 K)、年齢は太陽よりも老いており70億歳である(太陽は46億歳)。金属量は小さく、-0.37であり太陽系の42%程度しかない。光度は太陽の21%程度である。視等級は14.0で肉眼では見えない。

### 軌道
ケプラー62cは恒星ケプラー62を12.5日かけて1周しており、その軌道長半径は0.092 auで水星・太陽間の距離の約4分の1である。恒星から光を受けている量は恒星と惑星の距離が近いため地球が太陽から受ける光度の25倍にもなる。